# Małgorzata Braunek
Małgorzata Braunek (Szamotuły, 30 gennaio 1947 – Varsavia, 23 giugno 2014) è stata un'attrice polacca di cinema, teatro e televisione.

## Biografia
Małgorzata Braunek è nata a Szamotuły, figlia dell'ufficiale Władysław Alojzy Braunk (1902−1963) e di Anna Ruta nata Beni (1911−2000). È cresciuta secondo la tradizione luterana, alla quale sua madre era legata, mentre il padre era cattolico. Nel 1966 si diploma al 18° Liceo Classico Jan Zamoyski di Varsavia. Ha poi studiato recitazione alla Accademia teatrale di Varsavia fino al 1969, quando ha abbandonato gli studi per iniziare la sua carriera cinematografica.
Dagli anni Sessanta ha lavorato in oltre 20 film, interpretando il suo primo ruolo importante in Caccia alle mosche di Andrzej Wajda. Maggiore popolarità è arrivata con i ruoli principali di Oleńka Billewiczówna in Diluvio di Jerzy Hoffman e Izabela Łęcka nella serie TV Lalka diretta da Ryszard Ber. Alla fine degli anni '70 interrompe la carriera per dedicarsi alla vita familiare e ai viaggi. Durante i suoi viaggi in Asia, rimane affascinata dalla filosofia Zen e dal buddhismo.
Torna a recitare a metà degli anni '90, lavorando in tre produzioni di sceneggiati televisivo e nel film Darmozjad polski di Łukasz Wylęrzałek. Successivamente ha interpretato un ruolo scritto appositamente per lei da Jacek Borcuch nel film Tulipany (2004), per il quale ha ricevuto un'Aquila per il miglior ruolo non protagonista ai Polskie Nagrody Filmowe e il premio principale per un ruolo non protagonista al Festiwal Polskich Filmów Fabularnych di Gdynia. Negli ultimi anni della sua vita è apparsa nella serie Dom nad rozlewiskiem.
Oltre al cinema, ha recitato sul palco del Teatro Nazionale di Varsavia nel 1971-1974. Nel 2010 ha interpretato Elżbieta Vogler nella pièce di Krystian Lupa Persona. Ciało Simone al Teatro Drammatico di Varsavia.
Il 23 giugno 2014, Braunek è morta per complicazioni dovute a un cancro alle ovaie a Varsavia, all'età di 67 anni. È stata sepolta nel cimitero luterano di Varsavia, accanto a sua madre, il 5 luglio 2014.

## Riconoscimenti
Il 25 marzo 2014 le è stata conferita la medaglia d'oro Gloria Artis. Con decisione del Presidente della Polonia Bronisław Komorowski del 22 aprile 2014, le è stata conferita la Croce di Ufficiale dell'Ordine della Polonia Restituta per gli eccezionali risultati ottenuti nel lavoro artistico e sociale e per il contributo ai cambiamenti democratici in Polonia[6].

## Vita privata
È stata sposata tre volte: la prima brevemente con l'attore Janusz Guttner, dal quale ha divorziato nel 1971; poi al regista Andrzej Żuławski dal 1971 al 1976, dal quale ha avuto un figlio, Xawery, anch'egli attore oltre che sceneggiatore e regista; e infine ad Andrzej Krajewski fino alla morte, dal quale avrà una figlia, Orina (nata nel 1987). È stata anche una praticante e insegnante di lunga data del Buddismo Zen, ricevendo la trasmissione del Dharma da Dennis Merzel al Kanzeon Sangha (Varsavia) nel 2003.

## Filmografia parziale
- Wycieczka w nieznane, regia di Andrzej Brycht (1968)
- Żywot Mateusza, regia di Witold Leszczyński (1968)
- Sabbie mobili (Ruchome piaski), regia di Władysław Ślesicki (1968)
- Caccia alle mosche (Polowanie na muchy), regia di Andrzej Wajda (1969)
- Paesaggio dopo la battaglia (Krajobraz po bitwie), regia di Andrzej Wajda (1970)
- Oxygen, regia di Matjaž Klopčič (1970)
- La terza parte della notte (Trzecia część nocy), regia di Andrzej Żuławski (1971)
- Il diavolo (Diabel), regia di Andrzej Żuławski (1972)
- Diluvio (Potop), regia di Jerzy Hoffman (1974)
- Glina (2003-2004) - serie TV
- Pełną parą (2005) - serie TV
- Pensjonat pod Różą (2005) - serie TV